# ديفيد فولسوم
ديفيد فولسوم (بالإنجليزية: David Folsom)‏ هو قاضي ومحامي أمريكي، ولد في 1947 في مورفريسبورو في الولايات المتحدة.